# Ozma Wars
Ozma Wars (яп. オズマウォーズ) — видеоигра жанра scrolling shooter, разработанная и выпущенная компанией SNK в 1979 году для аркадной платформы Taito 8080. Является самой первой видеоигрой компании SNK.

## Геймплей
Игра представляет собой вертикальный scrolling shooter. Игрок управляет боевым космическим кораблём, способным двигаться влево-вправо по нижней линии экрана и стрелять в противников. Экран продвигается снизу вверх, а сверху на корабль надвигаются враги, появляющиеся, как правило, небольшими группами — сначала несколько кораблей одного типа, затем несколько другого и т. д.
Враги — другие космические корабли, астероиды, самонаводящиеся ракеты и т. п., стреляют по кораблю игрока или пытаются столкнуться с ним. И то, и другое уменьшает шкалу энергии корабля. Когда показатель энергии падает до нуля, кораблик взрывается и игра заканчивается. Единственная возможность пополнить энергию — дружеский корабль-заправщик, появляющийся перед началом каждого уровня. Полученной в начале игры энергии хватает на два попадания, после третьего корабль взрывается и игру приходится начинать заново.
Всего игра состоит из 10 уровней, с каждым из которых игровой процесс усложняется — врагов становится всё больше. После прохождения всех уровней игра сбрасывается и начинается заново. Играть в Ozma Wars можно как одному, так и вдвоём. В последнем случае игроки проходят Ozma Wars по очереди.

## История
Ozma Wars стала первой игрой японской компании SNK, известной тогда под названием Shin Nihon Kikaku. Сама компания была основана за год до этого — в июле 1978 года. Многие концепты Ozma Wars, такие как шкала здоровья и сменяющиеся уровни, стали использоваться во многих более поздних видеоиграх.
Игра была выпущена «железе» Taito 8080, на котором ранее выходили игры Acrobat, Barricade и Barricade II, Blue Shark, Hustle и знаменитые Space Invaders компании Taito. В 1980 году для этой же платформы SNK выпустила игру Safari Rally.
Существует две бутлег-версии игры Ozma Wars — Solar Flight и Space Phantoms. Первая практически не отличается от оригинала, а во второй космический корабль заменён на ангела, неприятельские корабли — на различных демонов и пауков, а корабль-заправщик — на гроб.